# Marija Banušić
Marija Banušić, née le 17 septembre 1995 à Uppsala en Suède, est une footballeuse internationale suédoise d'origine croate jouant au poste d'attaquante à Parme Calcio 2022. Elle portait auparavant le nom de Maredinho sur son maillot, surnom donné à l'origine par son père en hommage au footballeur masculin Ronaldinho. 
Avant de rejoindre son club actuel, elle a joué pour le Linköpings FC, Eskilstuna United DFF, Kristianstads DFF et a passé une saison en Angleterre avec le club de Chelsea. Elle est sélectionnée pour la première fois en équipe nationale de Suède en novembre 2014.

## Carrière de club
En 2012, Marija Banušić inscrit 16 buts avec le club norvégien IK Sirius et devient une cible de transfert pour les clubs du Damallsvenskan, première division suédoise. En 2013, Banušić signe à Kristianstads et fait rapidement bonne impression. Sa coéquipière et compatriote Josefine Öqvist, la qualifie alors de potentielle « världsspelare » (« joueuse de classe mondiale » en français), tandis que son entraîneuse Elísabet Gunnarsdóttir la déclare plus grand talent de l’histoire du football féminin suédois. 
Banušić permet à Kristianstads de dominer durant la finale de la Svenska Cupen 2014, mais elles sont battues 2–1 par Linköpings FC. Après la saison, elle décide de quitter Kristianstads et de rentrer à Uppsala, où elle examine alors plusieurs offres d’autres clubs suédois et étrangers. Banušić accepte de rejoindre le club anglais de Chelsea, basé à Londres, en janvier 2015. 
Avec Chelsea, Banušić dispute huit matches (dont  trois titularisations) et participe ainsi au titre de champion d'Angleterre 2015. Elle est remplaçante dans la victoire 1-0 de Chelsea contre Notts County lors de la finale de la FA Women's Cup 2015, organisée pour la première fois au stade de Wembley. 
En décembre 2015, Banušić annonce son retour en Suède pour jouer au sein du club de Eskilstuna United DFF en 2016, avant de rejoindre le Linköpings FC l'année suivante. Après un passage en Chine chez le Beijing BG Phoenix FC, elle rejoint la France en signant au Montpellier Hérault Sport Club en janvier 2019.   

## Carrière internationale
En juin 2013, Banušić a appelée au sein de l'équipe nationale de Suède pour un match nul 1-1 en amical avec le Brésil. Elle espérait un appel surprise pour l'Euro 2013 mais n'a pas été sélectionnée et participe à la place au Championnat d'Europe des moins de 19 ans 2013. 
En novembre 2014, Banušić fait ses débuts en équipe nationale contre le Canada à Los Angeles. Le match, qui s'est soldé par une défaite de 1 à 0, s'est déroulé à huis clos mais compte comme un match international à part entière de la FIFA. Banušić est déçue du résultat mais satisfaite de sa performance après avoir été remplacée en deuxième période. Elle espérait rester en lice pour une place à la Coupe du monde 2015. 